# Панфилово (Костанайская область)
Панфилово (каз. Панфилов) — село в Карасуском районе Костанайской области Казахстана. Входит в состав Ушаковского сельского округа. Находится примерно в 137 км к югу от районного центра, села Карасу. Код КАТО — 395281500.

## Население
В 1999 году население села составляло 665 человек (309 мужчин и 356 женщин). По данным переписи 2009 года, в селе проживали 273 человека (132 мужчины и 141 женщина).